# Miguel Maury Buendía
Miguel Maury Buendía (Madrid, 19 de novembro de 1955) é um clérigo espanhol, arcebispo da Igreja Católica Romana e diplomata da Santa Sé.

## Histórico
Maury Buendía foi ordenado sacerdote pela Arquidiocese de Madrid em 26 de junho de 1980 pelo Arcebispo de Madrid, Cardeal Vicente Enrique y Tarancón. Recebeu o doutorado em direito canônico e ingressou no serviço diplomático da Santa Sé em 1987. Atuou nas missões papais em Ruanda, Uganda, Marrocos, Nicarágua, Egito, Eslovênia, Irlanda e na seção de relações com os estados da Secretaria de Estado. Além do espanhol, ele fala inglês, italiano, francês e esloveno.
O Papa Bento XVI nomeou Buendía em 19 de maio de 2008 como arcebispo titular de Itálica e núncio apostólico no Cazaquistão e no Tajiquistão. Recebeu sua ordenação episcopal em 12 de junho de 2008, Cardeal Secretário de Estado Tarcisio Bertone; Os co-consagradores foram Antonio María Rouco Varela, arcebispo de Madrid, e o arcebispo Pier Giacomo De Nicolò, núncio apostólico na Suíça e em Liechtenstein.
Em 5 de dezembro de 2015, o Papa Francisco o nomeou Núncio Apostólico na Romênia. Em 25 de janeiro de 2016, ele também foi nomeado Núncio Apostólico na Moldávia.
Em 13 de abril de 2023, o Papa Francisco o nomeou núncio apostólico no Reino Unido. Ele apresentou suas Cartas Credenciais a Sua Majestade o Rei em 18 de maio.